# Maksymilian Łepkowski
Maksymilian Łepkowski herbu Dąbrowa (ur. 17 października 1817 w Zasławiu, zm. 1 lipca 1893 tamże) – polski ziemianin, właściciel dóbr, oficer Armii Cesarstwa Austriackiego, poseł do Rady Państwa, prezes i marszałek Rady powiatu sanockiego, dyrektor Towarzystwa Wzajemnych Ubezpieczeń w Krakowie, działacz społeczny.

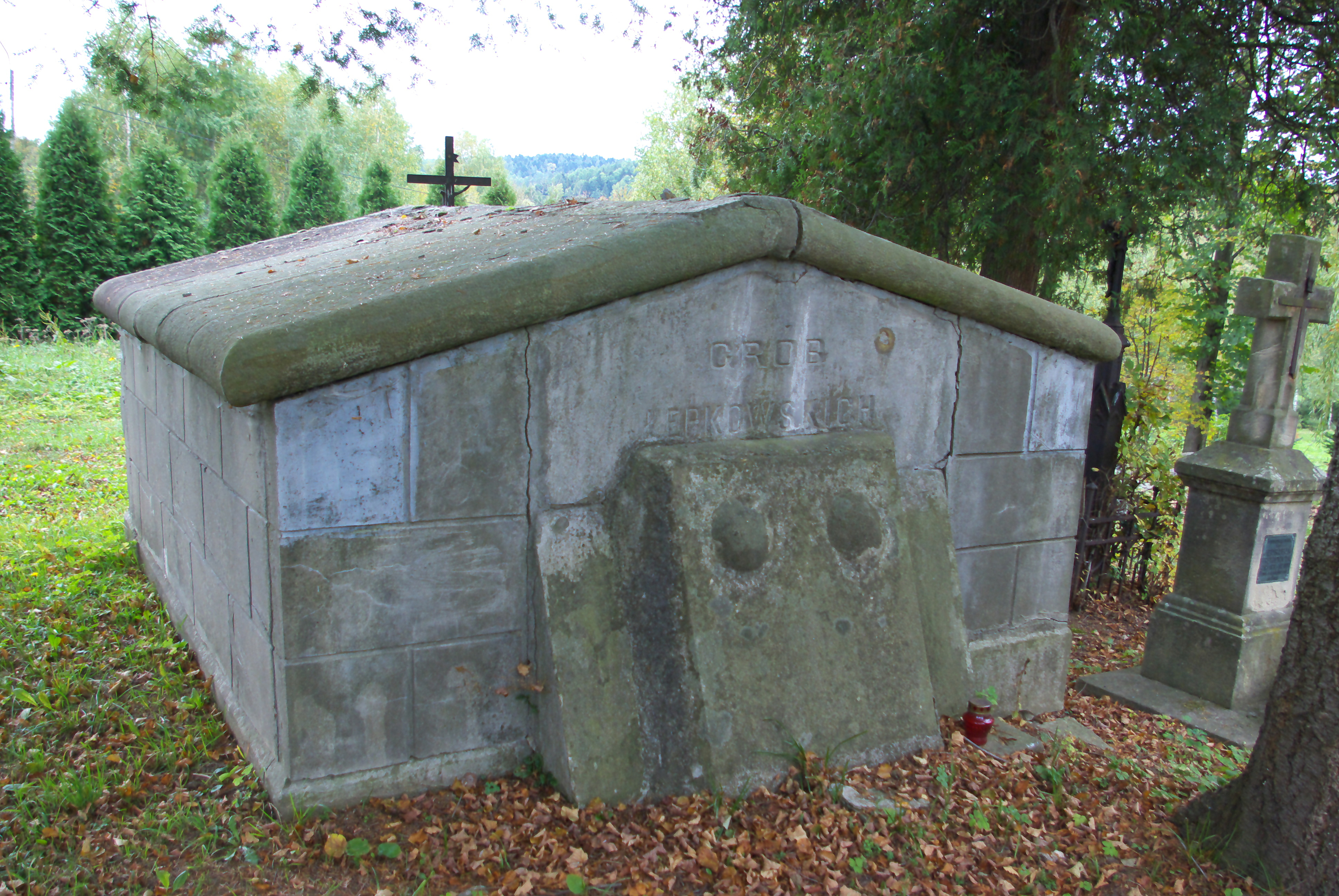
Grobowiec rodziny Łepkowskich na Starym Cmentarzu w Zagórzu

## Życiorys
Jego przodkiem był Antoni Łepkowski (1752–1812), podstoli halicki, właściciel Brzozowca, Czaszyna, Zasławia, Wielopola, Iskrzyni. Urodził się 17 października 1817 w rodzinnym majątku w Zasławiu. Był synem Karola (1783–1864) i Józefy z domu Zaleskiej (1792-). W wieku 11 lat został oddany przez rodziców do akademii wojskowej w Wiener Neustadt w Armii Cesarstwa Austriackiego. W 1836 ukończył kształcenie tamże i został przydzielony do służby w Przemyślu. Służył w tamtejszym 10 pułku piechoty Cesarstwa Austriackiego (tożsamość podawano jako „Maximilian von Lepkowski” wzgl. „Lepkowsky”) jako chorąży (1837, 1838), następnie jako podporucznik (1839, 1840).
Po około trzech latach służby powrócił do rodzinnego Zasławia i zajął się gospodarowaniem w majątku. Rodzina Łepkowskich posiadała obszary na terenie obecnego Zagórza, w tym Zasławie i Wielopole. Pod koniec XIX wieku Maksymilian Łepkowski był właścicielem tabularnym dóbr Zasławie.
Reprezentując własność ziemską jako właściciel dóbr tabularnych w 1870 został wybrany z grupy większych posiadłości do Rady c. k. powiatu sanockiego, obejmując wówczas członkiem wydziału powiatowego. Później był wybierany ponownie do rady. Pełnił funkcję prezesa i marszałka wydziału rady (1871–1875); jego zastępcą był Zenon Słonecki
, który został jego następcą. Został wybrany posłem do Rady Państwa w Wiedniu V kadencji (1873–1879, jako reprezentant wielkiej własności z powiatów Sanok, Brzozów, Lesko, Krosno). Był współzałożycielem Towarzystwa Wzajemnych Ubezpieczeń w Krakowie. W 1878 został powołany na stanowisko II dyrektora TWU, w związku z czym złożył mandat poselski i poświęcił się pracy w Towarzystwie. Sprawował to stanowisko od 1879 do 1892, będąc kilkakrotnie zatwierdzany na posadzie.
W latach 70. był zastępcą prezesa wydziału okręgowego C. K. Galicyjskiego Towarzystwa Kredytowego Ziemskiego w Sanoku.
Jego żoną była Eugenia z domu Wisłocka (1835–1924). Ich dziećmi byli: Czesław, Maria (1860–1946), Karol (1866–1928), Włodzimierz, Grzegorz (1868–1908). Zmarł 1 lipca 1893 w Zasławiu w wieku 76 lat po długiej chorobie. 4 lipca 1893 został pochowany w grobowcu rodzinnym na Starym Cmentarzu w Zagórzu. Spoczęła w nim cała rodzina Maksymiliana, prócz syna Grzegorza, pochowanego w Wielopolu.
Po śmierci Maksymiliana dobra Łepkowskich odziedziczyli jego synowie: na początku XX wieku Karol posiadał tereny w Zasławiu (także został marszałkiem rady powiatu sanockiego), a Grzegorz w Wielopolu. Dobra po Karolu odziedziczyła jego bratanica, Olga Łepkowska-Sulimirska, żona Tadeusza Sulimirskiego.